# Светско првенство у атлетици у дворани 2018 — 800 метара за жене
Трка на 800 метара у женској конкуренцији на 17. Светском првенству у атлетици у дворани 2018. одржана је 3. и 4. марта у Arena Birmingham у Бирмингему (Уједињено Краљевство).
Титулу освојену у Портланду 2016 одбранила је Френсин Нијонсаба из Бурундија.

## Земље учеснице
Учествовало је 15 такмичарки из 12 земаља.
| 1. Бурунди (1) 2. Етиопија (1) 3. Јамајка (1) 4. Канада (1) 5. Кенија (2) 6. Летонија (1) | 1. Пољска (1) 2. САД (2) 3. Уједињено Краљевство (2) 4. Украјина (1) 5. Швајцарска (1) 6. Шпанија (1) |

## Освајачи медаља
| Освајачи медаља   |            |                     |  |  |  |  |
|                   |            |                     |  |  |  |  |
|                   |            |                     |  |  |  |  |
|                   |            |                     |  |  |  |  |
| Франсин Нијонсаба | Аџе Вилсон | Шелајна Оскан-Кларк |  |  |  |  |
| Бурунди           | САД        | УК                  |  |  |  |  |

## Рекорди пре почетка Светског првенства 2018.
Стање на 1. март 2018.
| Рекорди пре почетка Светског првенства 2018.     | Рекорди пре почетка Светског првенства 2018. | Рекорди пре почетка Светског првенства 2018. | Рекорди пре почетка Светског првенства 2018. | Рекорди пре почетка Светског првенства 2018. | Рекорди пре почетка Светског првенства 2018. |
| ------------------------------------------------ | -------------------------------------------- | -------------------------------------------- | -------------------------------------------- | -------------------------------------------- | -------------------------------------------- |
| Светски рекорд                                   | Јоланда Чеплак                               | Словенија                                    | 1:55,82                                      | Беч, Аустрија                                | 3. март 2002.                                |
| Рекорд светских првенстава                       | Лудмила Форманова                            | Чешка                                        | 1:56,90                                      | Маебаши, Јапан                               | 7. март 1999.                                |
| Најбољи резултат сезоне                          | Лора Мјур                                    | Велика Британија                             | 1:59,69                                      | Глазгов, Уједињено Краљевство                | 28. јануар 2018.                             |
| Најбољи резултат сезоне                          | Хабитам Алему                                | Етиопија                                     | 1:59,69                                      | Лијевен, Француска                           | 13. фебруар 2018.                            |
| Афрички рекорд                                   | Марија Мутола                                | Мозамбик                                     | 1:57,06                                      | Лијевен, Француска                           | 12. фебруар 1999.                            |
| Азијски рекорд                                   | Михо Сато                                    | Јапан                                        | 2:00,78                                      | Јокохама, Јапан                              | 22. фебруар 2003.                            |
| Северноамерички рекорд                           | Никол Тетер                                  | Сједињене Државе                             | 1:58,71                                      | Њујорк, Сједињене Државе                     | 2. март 2002.                                |
| Јужноамерички рекорд                             | Летисија Вријезде                            | Суринам                                      | 1:59,21                                      | Бирмингем, Уједињено Краљевство              | 23. фебруар 1997.                            |
| Европски рекорд                                  | Јоланда Чеплак                               | Словенија                                    | 1:55,82                                      | Беч, Аустрија                                | 3. март 2002.                                |
| Океанијски рекорд                                | Тони Хоџкинсон                               | Аустралија                                   | 2:00,36                                      | Париз, Француска                             | 9. март 1997.                                |
| Рекорди после завршеног Светског првенства 2018. |                                              |                                              |                                              |                                              |                                              |
| Најбољи резултат сезоне                          | Франсин Нијонсаба                            | Бурунди                                      | 1:58,31                                      | Бирмингем, Уједињено Краљевство              | 4. март 2018.                                |

### Најбољи резултати у 2018. години
Десет најбољих атлетичарки на 800 метара у дворани пре првенства (1. марта 2018), имале су следећи пласман.
| 1.  | Лора Мјур               | Велика Британија | 1:59,69 | 28. јануар  |
| 1.  | Хабитам Алему           | Етиопија         | 1:59,69 | 13. фебруар |
| 3.  | Natoya Goule            | Јамајка          | 1:59,86 | 20. јануар  |
| 4.  | Ревин Роџерс            | Сједињене Државе | 1:59,99 | 17. фебруар |
| 5.  | Шелајна Оскан-Кларк     | Велика Британија | 2:00,06 | 18. фебруар |
| 6.  | Маргарет Њаирера Вамбуи | Кенија           | 2:00,48 | 13. фебруар |
| 7.  | Ангелика Ћихоцка        | Пољска           | 2:00,70 | 13. фебруар |
| 8.  | Аџе Вилсон              | Сједињене Државе | 2:00,90 | 27. јануар  |
| 9.  | Олга Љахова             | Украјина         | 2:01,08 | 15. фебруар |
| 10. | Џена Веставеј           | Канада           | 2:01,22 | 10. фебруар |

Такмичарке чија су имена подебљана учествовале су на СП 2018.

## Квалификационе норме
| Дворана | Отворено |
| ------- | -------- |
| 2:02,00 | 1:58,00  |

## Сатница
| Датум         | Време | Ниво          |
| ------------- | ----- | ------------- |
| 3. март 2018. | 11:50 | Квалификације |
| 4. март 2018. | 15:58 | Финале        |

Сва времена су по локалном времену (UTC+1)

## Резултати

### Квалификације
Такмичење је одржано 3. марта 2018. године. Такмичарке су биле подељене у 3 групе. За финале су се пласирале победнице група (КВ) и 3 према постигнутим резултатима (кв).,,
Почетак такмичења: група 1 у 11:50, група 2 у 12:00, група 3 у 12:07 по локалном времену.
| Позиција | Група | Атлетичарка             | Земља                | ЛР      | ЛРС     | Резултат | Белешка  |
| -------- | ----- | ----------------------- | -------------------- | ------- | ------- | -------- | -------- |
| 1.       | 3     | Франсин Нијонсаба       | Бурунди              | 2:00,01 |         | 2:00,99  | КВ, ЛРС  |
| 2.       | 2     | Шелајна Оскан-Кларк     | Уједињено Краљевство | 2:00,06 | 2:00,06 | 2:01,76  | КВ       |
| 3.       | 2     | Селина Бихел            | Швајцарска           | 2:00,38 | 2:01,80 | 2:01,84  | кв       |
| 4.       | 1     | Аџе Вилсон              | САД                  | 2:00,09 | 2:00,90 | 2:01,90  | КВ       |
| 5.       | 2     | Ревин Роџерс            | САД                  | 1:59,99 | 1:59,99 | 2:02,17  | кв       |
| 6.       | 1     | Хабитам Алему           | Етиопија             | 1:59,69 | 1:59,69 | 2:02,18  | кв       |
| 7.       | 1     | Ангелика Ћихоцка        | Пољска               | 2:00,37 | 2:00,70 | 2:02,25  |          |
| 8.       | 3     | Natoya Goule            | Јамајка              | 1:59,86 | 1:59,86 | 2:02,49  |          |
| 9.       | 3     | Мхаири Хендри           | Уједињено Краљевство | 2:01,30 | 2:01,30 | 2:02,65  |          |
| 10.      | 1     | Лига Велвере            | Летонија             | 2:02,18 | 2:02,21 | 2:02,98  |          |
| 11.      | 3     | Олга Љахова             | Украјина             | 2:00,92 | 2:01,08 | 2:03,81  |          |
| 12.      | 2     | Џена Веставеј           | Канада               | 2:01,22 | 2:01,22 | 2:03,91  |          |
| 13.      | 1     | Естер Гереро            | Шпанија              | 2:01,72 | 2:02,64 | 2:04,06  |          |
| 14.      | 2     | Вини Чебет              | Кенија               | 2:02,67 |         | 2:18,31  | ЛРС      |
|          | 3     | Маргарет Њаирера Вамбуи | Кенија               | 2:00,44 | 2:00,48 | Диск.    | 163.3(а) |

### Финале
Такмичење се одржало 4. марта 2018. године у 15:59 по локалном времену.,
| Позиција | Атлетичарка         | Земља                | Резултат | Белешка      |
| -------- | ------------------- | -------------------- | -------- | ------------ |
|          | Франсин Нијонсаба   | Бурунди              | 1:58,31  | СРС , НР, ЛР |
|          | Аџе Вилсон          | САД                  | 1:58,99  | ЛР           |
|          | Шелајна Оскан-Кларк | Уједињено Краљевство | 1:59,81  | ЛР           |
| 4.       | Хабитам Алему       | Етиопија             | 2:01,10  |              |
| 5.       | Ревин Роџерс        | САД                  | 2:01,44  |              |
| 6.       | Селина Бихел        | Швајцарска           | 2:03,01  |              |